# Streptanus okaensis
Streptanus okaensis är en insektsart som beskrevs av Aleksey A. Zachvatkin 1948. Streptanus okaensis ingår i släktet Streptanus, och familjen dvärgstritar. Arten är reproducerande i Sverige.